# Lubraniec (gmina)
Lubraniec est une gmina mixte du powiat de Włocławek, Couïavie-Poméranie, dans le centre-nord de la Pologne. Son siège est la ville de Lubraniec, qui se situe environ 19 km au sud-ouest de Włocławek et 57 km au sud de Toruń.
La gmina couvre une superficie de 148,18 km2 pour une population de 10 003 habitants.

## Géographie
La gmina est bordée par les gminy de Boniewo, Choceń, Dąbrowice, Lubień Kujawski et Przedecz.